# Animaniacs: Lights, Camera, Action!
Animaniacs: Lights, Camera, Action! est un jeu vidéo d'action développé par Warthog Games et édité par Ignition Entertainment, sorti en 2005 sur Game Boy Advance et Nintendo DS.

## Accueil
- Jeuxvideo.com : 10/20[1]